# Ernst-Moritz-Arndt-Medaille
Die Ernst-Moritz-Arndt-Medaille war eine nichtstaatliche Auszeichnung  des Nationalrates der Nationalen Front der DDR, deren Stiftung und Erstverleihung 1955 erfolgte. Mit ihr sollten Leistungen im Kampf um die Sicherung des Friedens gewürdigt werden. Die Anzahl ihrer Verleihungen belief sich bis 1975 auf etwa 10.000, wobei der Großteil an Kulturschaffende erfolgte. Bekannte Empfänger der Medaille waren unter anderem Johannes R. Becher, Heinrich Ehmsen, Karl-Heinz Jentsch und Karl-Eduard von Schnitzler. 1975 wurde die Verleihung der Medaille eingestellt. Ihr Nachfolger wurde die Ehrenmedaille der Nationalen Front. Zu unterscheiden ist die Ernst-Moritz-Arndt-Plakette, die der Bund der Vertriebenen verleiht.

## Aussehen und Trageweise
Die aus Silber bestehende nichttragbare Medaille mit einem Durchmesser von 44 mm zeigt auf ihrem Avers das vom Betrachter aus gesehen links blickende Porträt von Ernst Moritz Arndt sowie seinen darüber liegenden Namenszug: ERNST MORITZ ARNDT. Umschlossen wird dieses Porträt von einem Lorbeerkranz, dessen unteres Viertel von einem Schriftband geschlossen wird. Auf ihm war bis 1970 die erhaben geprägte zweizeilige Aufschrift: DAS GANZE DEUTSCHLAND / SOLL ES SEIN zu lesen. Ab 1970 zeigt die Medaille dann einen durchgehenden Lorbeerkranz. Bis 1959 zeigte die Medaille an ihrem unteren Rand auch ein wehendes Fahnenband in den Farben Schwarz-Rot-Gold, welches in der Folge dann wegfiel.